# Ralf Jansson
Ralf Thomas Axel Jansson, född 12 februari 1963, är en svensk före detta fotbolls- och handbollsspelare.

## Biografi
Jansson började sin fotbollskarriär i IFK Uddevalla, men gick sedan till IK Oddevold. Han debuterade i Oddevolds A-lag 1980, då det blev två matcher och ett mål för Jansson i klubben.
Efter ett lyckosamt 1984, då Jansson gjorde 17 mål på 24 matcher för Oddevold, värvades han till Gais, då i division II. Sin första säsong i Gais fick han bara spela nio matcher, men 1986 spelade han samtliga Gais 26 matcher i division II och gjorde fyra mål. Janssons mest minnesvärda mål för Gais kom i en prestigefylld match mot Västra Frölunda IF inför ett utsålt Ruddalens IP, där han gjorde det enda målet i seriefinalen. Han fick även hoppa in som målvakt i en match, sedan Sören Järelöv fått en spark i ansiktet och tvingats gå av planen.
Gais lyckades inte ta sig till allsvenskan, och inför säsongen 1987 återvände Jansson till Oddevold, där han spelade fram till 1993. Sammanlagt gjorde han elva säsonger för Uddevallaklubben.

### Handbollskarriär
Jansson spelade även elitseriehandboll med GF Kroppskultur, och spelade ungdoms-VM i handboll i Finland 1983.